# Lijncodering
Bij digitaal gegevenstransport wordt onder andere gebruikgemaakt van lijncodering. Lijncodering is het representeren van een te verzenden digitaal signaal door een amplitude- en tijd-discreet signaal, dat optimaal is toegesneden op de specifieke eigenschappen van het gebruikte kanaal, en van de ontvangstapparatuur. Het signaal kan na lijncodering direct in de vorm van spanningsvariaties door transmissie-apparatuur op een transmissielijn worden gezet. 
Het kanaal waarover een gegevens met lijncodering worden verzonden moet er een met wisselstroom zijn. De gemiddelde signaalwaarde moet dus 0 zijn, omdat het niet mogelijk is een signaal over lange leidingen met gelijkstroom te verzenden. Dat zou aan de kant van de ontvanger voor een grote kans op fouten in de decodering zorgen. Er moet bovendien bij lijncodering aan de kant van de ontvangst een goede synchronisatie op de fase van het ontvangen signaal zijn. Als de synchronisatie niet optimaal is, dan wordt er niet op die tijdstippen gedecodeerd waarop in de ontvangen signaalvorm de verschillen in amplitude tussen de in de lijncodering gedefinieerde symbolen wel optimaal zijn. Bij realistische kanalen is het bijvoorbeeld niet gewenst om lange rijen opeenvolgende nullen of enen te verzenden, omdat dan de ontvanger problemen kan krijgen met de synchronisatie. Lijncodering kan ervoor zorgen dat er een bepaald maximum zit in het aantal achtereenvolgens verstuurde nullen of enen.
Ten derde is het wenselijk als de lijncodering een structuur heeft die bij de lijndecodering detectie van fouten mogelijk maakt. 
Er wordt in de meeste vormen van elektronsiche communicatie aan de kant van de afzender eerst broncodering toegepast, daarna kanaalcodering en ten slotte lijncodering. Er is volgens het noisy-channel coderings theorema van Claude Shannon een maximum aan de hoeveelheid symbolen, die per seconde kunnen worden overgedragen over een verbinding met ruis.

## Voorbeelden
- Manchestercode
- Alternate Mark Inversion